# Etzgen
Etzgen est une localité de Mettauertal et une ancienne commune suisse du canton d'Argovie.

## Histoire
Etzgen est une ancienne commune suisse. Etzgen a fusionné avec les communes d'Hottwil, de Mettau, d'Oberhofen et de Wil. La fusion est effective depuis le 1er janvier 2010. Son ancien numéro OFS est le 4162.

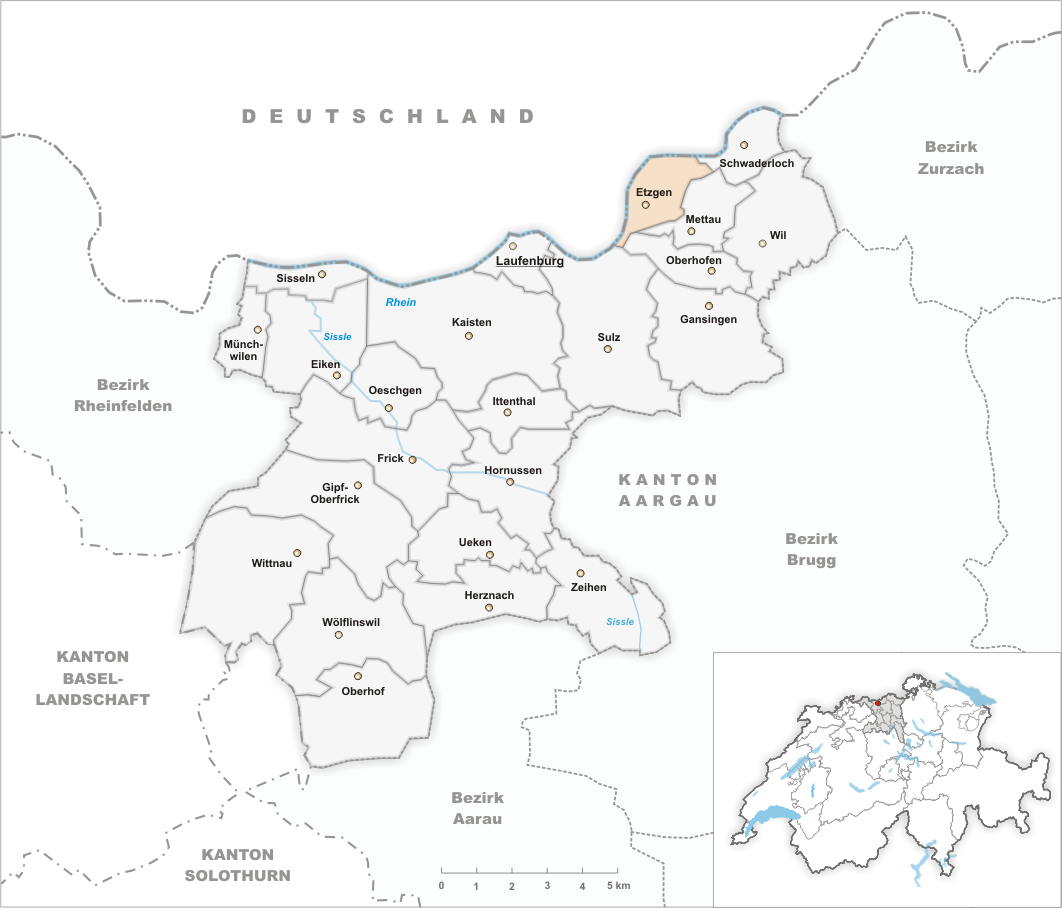
Carte de l'ancienne commune d'Etzgen.

Photo aérienne (1953).